# Финансова политика
Финансовата политика е съвкупност от действия насочени към постигане на предварително набелязана цел/и, посредством финансово управление на публичните финанси.
Финансовата политика или още и Бюджетарна политика се осъществява от държавата и не бива да се бърка или смесва, както често се прави, с инвестиционната политика в корпоративните финанси и фискалната политика, касаеща единствено приходната част на държавния бюджет по отношение на т.нар. същински приходи.
Финансовата политика се осъществява от парламентите посредством приемането на държавния бюджет. Инициира се от правителствата, а се предлага и изпълнява от министрите на финансите.
Контролът върху осъществяваната финансова политика (посредством държавен одит), включително и върху третата съдебна власт, се извършва от Сметна палата, която е позиционирана извън трите власти и е независим държавен орган.